# Физический энциклопедический словарь
Физи́ческий энциклопедический словарь — научный однотомный энциклопедический словарь по физике, выпущенный издательством «Советская энциклопедия» в 1983 году под редакцией академика А. М. Прохорова.
Первоначальный тираж — 100 000 экз. Словарь неоднократно переиздавался репринтным способом.

## Описание
Словарь, содержащий примерно 3100 статей, знакомит читателя с классической и квантовой физикой и некоторыми вопросами пограничных с физикой областей науки: астрофизики, физической химии, электроники и др. Освещаются отдельные разделы физики (акустика, атомная физика, квантовая электроника и т. д.), важнейшие физические теории (квантовая механика, теория относительности и др.), физические законы, явления, понятия, методы исследования.
В Словаре читатель найдёт сравнительно краткие обзоры по общим проблемам физики и небольшие справочные статьи по более специальным вопросам. Во многих статьях даются самые краткие исторические сведения: автор и даты открытий или результатов. Все крупные и многие средние статьи снабжены библиографическими справками, использование которых должно помочь читателю получить более полную информацию. При написании статей одной из задач было максимальное насыщение их конкретными сведениями, другой — доступность изложения материала для возможно более широкого круга читателей. К написанию статей были привлечены специалисты, работающие в данной конкретной области физики.

## Главный редактор
- А. М. Прохоров

## Редакционная коллегия
- Д. М. Алексеев (зам. гл. редактора)
- А. М. Бонч-Бруевич
- А. С. Боровик-Романов
- Б. К. Вайнштейн
- Б. М. Вул
- А. В. Гапонов-Грехов
- И. П. Голямина
- И. И. Гуревич
- А. А. Гусев (зам. гл. редактора)
- М. А. Ельяшевич
- Б. Б. Кадомцев
- В. В. Мигулин
- С. М. Тарг
- И. С. Шапиро
- Д. В. Ширков

Научными консультантами словаря были С. А. Ахманов, М. Д. Галанин, С. С. Герштейн, Д. Н. Зубарев, М. И. Каганов, И. Д. Новиков и др.